# 청량리역 한양수자인 그라시엘
청량리역 한양수자인 그라시엘(영어: Cheongnyangni Station Hanyang Sujain Gratte-ciel)은 대한민국 서울특별시 동대문구 용두동에 위치한 최고급 주상복합 아파트 단지이다. 동부청과시장정비구역은 재개발을 하는 것이다. 2018년에 공사 시작 후 분양했고 2023년에 완공되었다.

## 역사
1997년 외환 위기가 있었고 2007년 ~ 2008년 대침체가 있었다. 2009년 2월께 사업을 시작했고 2014년에 건축심의가 통과되었다. 2015년 한양이 시공자로 선정되었다. 2017년 관리처분인가가 났고 2018년 5월 동부청과시장 이주를 완료했다. 이후 건물 철거하고 부지정리하고 기초공사를 하고 있다. 같은 해 하반기 청량리역 한양수자인 192 아파트를 분양했고 2019년 3월 25일 분양보증 승인했다. 2022년에 청량리역 한양수자인 그라시엘이라는 명칭을 정했고 2023년 5월에 완공 후 입주했다.

## 구성
청량리역 한양수자인 그라시엘의 단지 구성이다.
| 동 명칭 | 층수 | 높이 |
| ------- | ---- | ---- |
| 101동   | 59층 | 192m |
| 102동   | 55층 | 179m |
| 103동   | 50층 | 163m |
| 104동   | 56층 | 182m |

## 높이
완공 당시 동대문구에서 가장 높은 건물이 되었다. 101동부터 104동까지의 아파트는 지상 50층으로 구성되어 있다. 높이는 200m 이하로 지어졌다. 대한민국의 「초고층 및 지하연계 복합건축물 재난관리에 관한 특별법」에 따르면 '초고층 건축물' 이란 층수가 50층 이상 또는 높이가 200m 이상인 건축물을 말한다.

## 특징
한양수자인 그라시엘은 4개 동으로 구성되며 세대 수와 주차 대수는 1,152세대, 총 1,381대이다. 지하 2층~지상 3층에는 청량리역 한양수자인 그라시엘로 불리는 대규모 상업시설이 들어섰다.

## 내부 시설
다음은 청량리역 한양수자인 그라시엘의 내부 시설이다.

## 갤러리

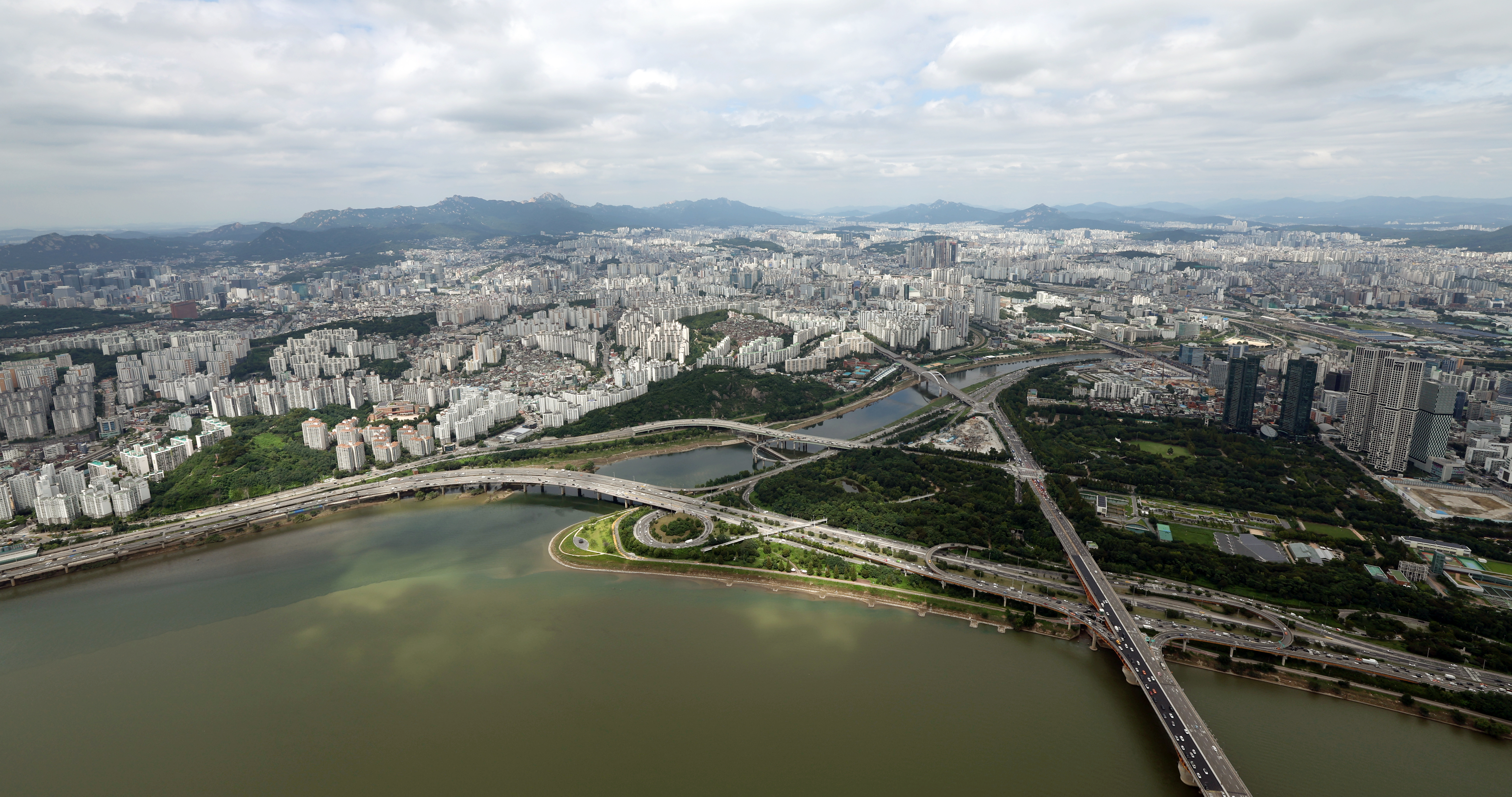
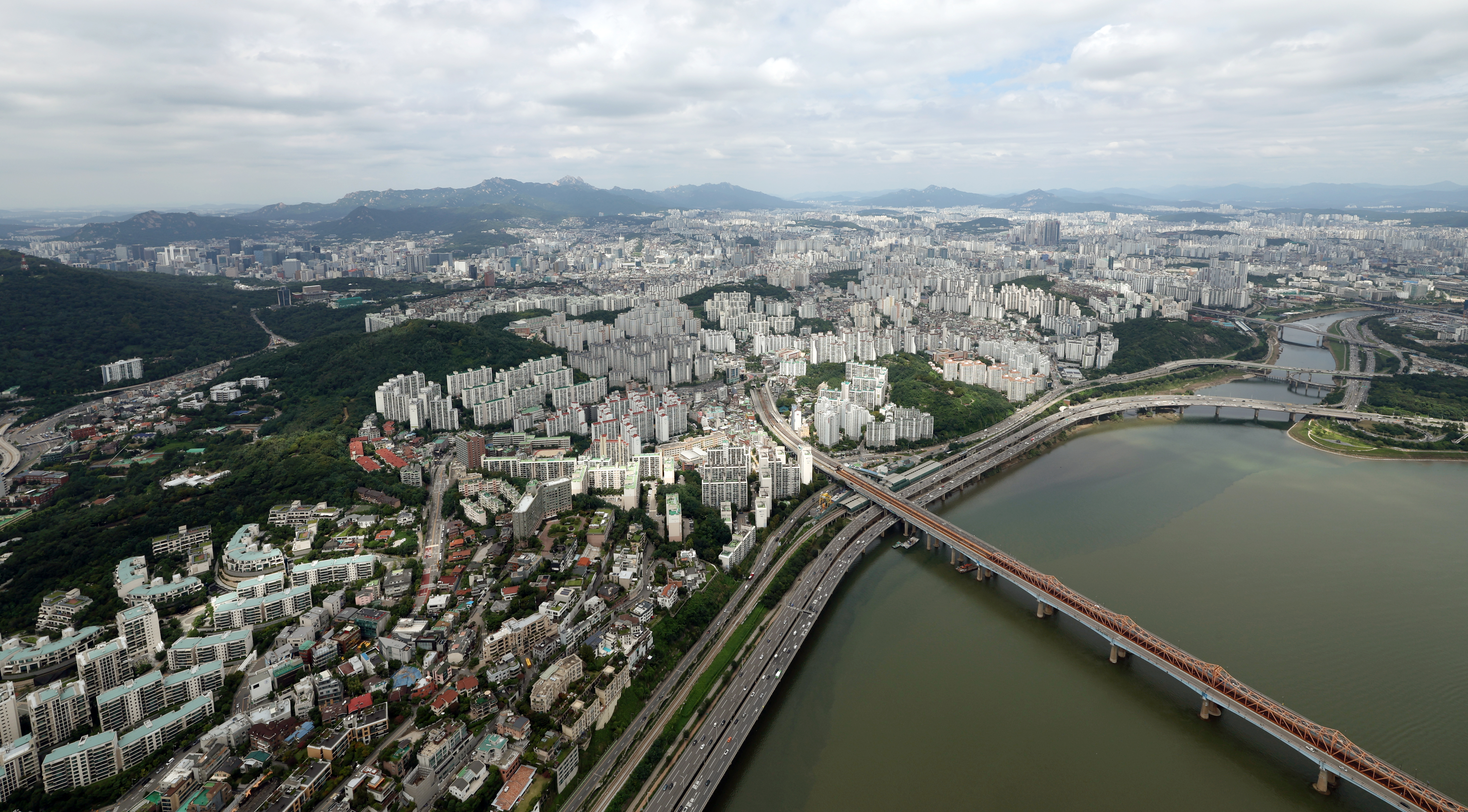
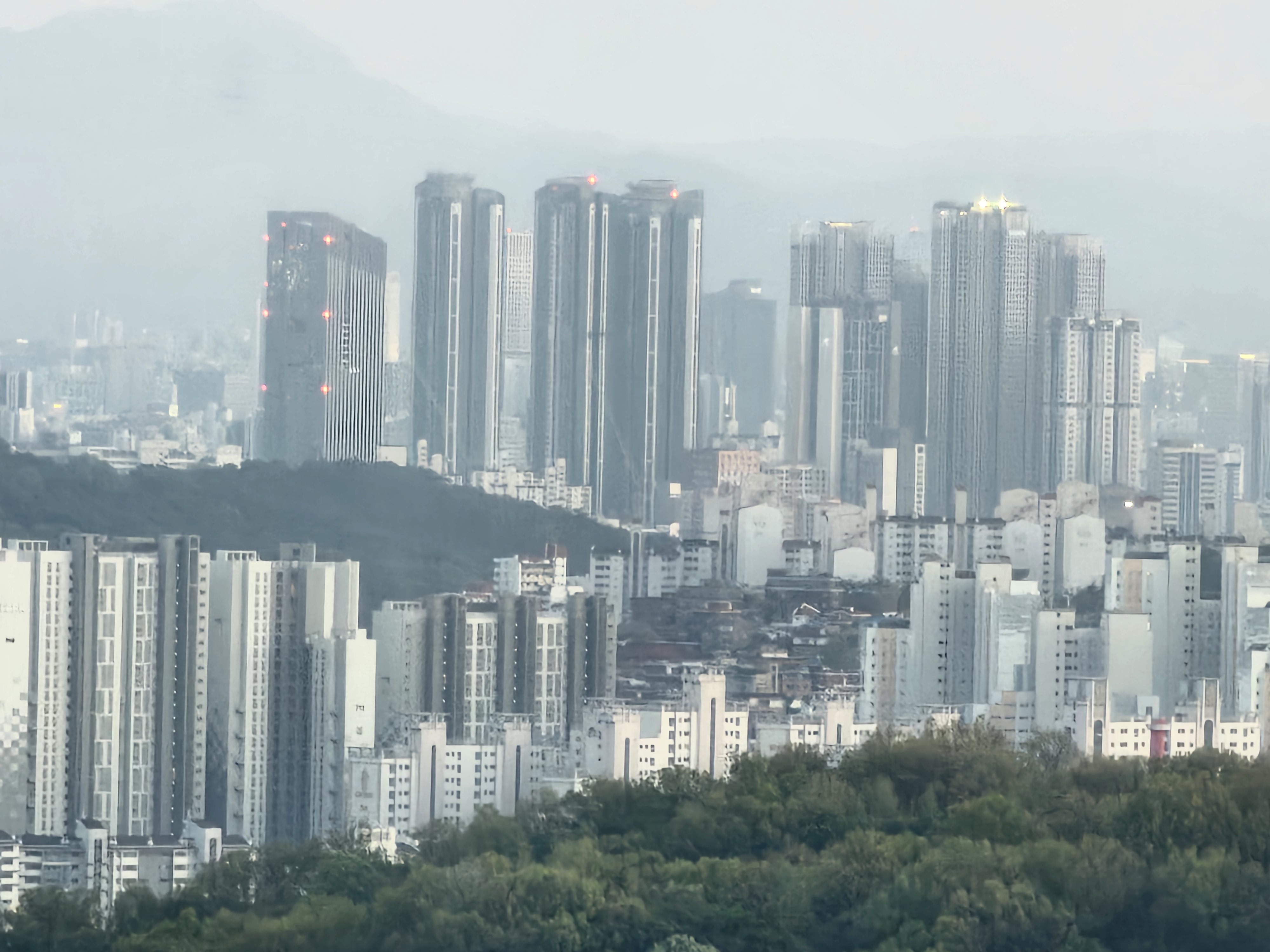

### 101동
| 층수                | 시설                              |
| ------------------- | --------------------------------- |
| 58층 ~ 59층         | 아파트, 펜트하우스                |
| 30층 ~ 57층         | 아파트                            |
| 29층                | 피난안전구역, 기계실              |
| 6층 ~ 28층          | 아파트                            |
| 4층                 | 작은도서관, 독서실, 로비          |
| 1층 ~ 3층           | 판매시설, 공동주택 로비, 휴게공간 |
| 지하 7층 ~ 지하 1층 | 지하주차장                        |

### 102동
| 층수                | 시설                                |
| ------------------- | ----------------------------------- |
| 55층                | 아파트, 펜트하우스                  |
| 30층 ~ 54층         | 아파트                              |
| 29층                | 피난안전구역, 기계실                |
| 5층 ~ 28층          | 아파트                              |
| 4층                 | 게스트하우스, 아파트                |
| 1층 ~ 3층           | 공동주택 로비, 휴게공간, 관리사무실 |
| 지하 7층 ~ 지하 1층 | 지하주차장                          |

### 103동
| 층수                | 시설                              |
| ------------------- | --------------------------------- |
| 50층                | 아파트, 펜트하우스, 스카이라운지  |
| 30층 ~ 49층         | 아파트                            |
| 29층                | 피난안전구역, 기계실              |
| 5층 ~ 28층          | 아파트                            |
| 4층                 | 아파트, 로비, 경로당              |
| 1층 ~ 3층           | 판매시설, 공동주택 로비, 어린이집 |
| 지하 7층 ~ 지하 1층 | 지하주차장                        |

### 104동
| 층수                | 시설                       |
| ------------------- | -------------------------- |
| 30층 ~ 56층         | 아파트                     |
| 29층                | 피난안전구역, 기계실       |
| 7층 ~ 28층          | 아파트                     |
| 4층                 | 로비, 다목적실, 카페테리아 |
| 1층 ~ 3층           | 판매시설, 공동주택 로비    |
| 지하 7층 ~ 지하 1층 | 지하주차장                 |

## 교통
- ● 수도권 전철 1호선(종로선)
- 수도권 전철 경의·중앙선
- 수도권 전철 경춘선, 강릉선 KTX, ITX-청춘 등

## 같이 보기
- 청량리역
- 청량리역 롯데캐슬 SKY-L65
- 서울특별시의 마천루 목록